# Xia Xie
Xie was volgens de traditionele Chinese historiografie de tiende heerser van de Xia-dynastie. Hij komt in de traditionele bronnen ook voor onder de naam 'Shi'. Hij was de zoon van Mang, de negende heerser van de dynastie. Volgens de Bamboe-annalen regeerde hij 25 jaar. Zijn residentie werd niet vermeld. De Shiji vermeldt slechts dat hij aan de macht kwam en dood ging. Hij werd opgevolgd door zijn zoon Bu Jiang.